# Zone commerciale Avignon Nord
 (avril 2018).
Si vous disposez d'ouvrages ou d'articles de référence ou si vous connaissez des sites web de qualité traitant du thème abordé ici, merci de compléter l'article en donnant les références utiles à sa vérifiabilité et en les liant à la section « Notes et références ».
La zone commerciale Avignon Nord est une zone commerciale située sur les communes du Pontet, de Vedène et de Sorgues dans l'agglomération avignonnaise, dans le département du Vaucluse, en région Provence-Alpes-Côte d'Azur en France.

## Description
Elle est composée de deux centres commerciaux :
- Aushopping Avignon Nord : composé d'une galerie marchande, autour de l'hypermarché Auchan et d'une couronne commerciale autour du centre ;
- Buld'Air, ouvert en 2011[1], composé d'une galerie marchande extérieure, autour de la grande enseigne IKEA.

La zone commerciale comporte de nombreuses grandes enseignes nationales et internationales dans leurs propres bâtiments, ainsi que trois zones d'activités :
- La Tour Blanche : composé de Decathlon, Class'Croute, Brico Dépôt, Gifi (anciennement Tati) et Chaussea ;
- Fontvert : composé de différents magasins, restaurants, discothèques et clinique ;
- Saint-Tronquet : composé de différents magasins, restaurants et discothèques ainsi que du Cinéma Capitole Studios.

L'hypermarché Auchan Le Pontet, situé au cœur du centre commercial Aushopping Avignon Nord, est en 2015 le 6e plus grand centre commercial de France et le 10e au niveau du chiffre d'affaires, en baisse de 4,5% par rapport à 2012. Sa surface de vente est de 17 900 m2.

## Transports en commun
La zone commerciale est desservie par la société des Transports en commun d'Avignon.

### Bus urbain
| Lignes de bus desservant la zone commerciale | Lignes de bus desservant la zone commerciale | Lignes de bus desservant la zone commerciale | Lignes de bus desservant la zone commerciale                | Lignes de bus desservant la zone commerciale                                                                |
| Ligne                                        | Parcours                                     | Fréquence                                    | Communes desservies                                         | Arrêts dans la zone commerciale                                                                             |
| -------------------------------------------- | -------------------------------------------- | -------------------------------------------- | ----------------------------------------------------------- | --- |
| C2                                           | Hôpital <> Buld'Air                          | 12 minutes                                   | Avignon, Le Pontet, Vedène                                  | Hippodrome, Périgord, Petits Rougiers, Capitole, Daulands, Avignon Nord, Louis Braille, Archicote, Buld'Air |
| 8                                            | Porte de l'Oulle <> Entraigues Blagier       | 15 minutes                                   | Avignon, Le Pontet, Vedène, Entraigues-sur-la-Sorgue        | Louis Braille, Archicote                                                                                    |
| 12                                           | Saint-Chamand <> Avignon Nord/Newton         | 20/40 minutes                                | Avignon, Montfavet, Morières-lès-Avignon, Vedène, Le Pontet | Newton Avignon Nord, Archicote Avignon Nord                                                                 |